# Miyagi Stadium
Miyagi Stadium (též Hitomebore Stadium Miyagi či ひとめぼれスタジアム宮城 ) je víceúčelový stadion sloužící zejména pro fotbal a atletiku v Rifu. Pojme 49 133 diváků. Kromě toho stadion slouží jako kulturní zařízení s možností pořádání koncertů. Tento stadion využívá při koncertních turné mnoho zpěváků a hudebníků.
Stadion byl postaven v roce 2001 při příležitosti Mistrovství světa ve fotbale 2002, které se konalo v Japonsku a Jižní Koreji. Design arény je dílem architekta Hitoshi Abe a náklady na stavbu činily 269 milionů €. 
V roce 2012 se stal jedním ze stadionu, kde proběhly zápasy v Mistrovství světa ve fotbale žen do 20 let a při Letních olympijských her v roce 2020 v Tokiu se zde budou konat zápasy ve fotbale.